# الاتحاد المحمدي
نادي الاتحاد المحمدي الرياضي هو نادٍ رياضي يمني سابق من مدينة كريتر عدن، تأسس في 1905م، كأول نادي أهلي في عدن، وكأول نادي رياضي في اليمن والعالم العربي، وكان ينازل فرق جيش الاحتلال وفرق الاساطيل القادمة والمارة إلى ميناء عدن.
في 18 يوليو 1975 ظهر «نادي التلال الرياضي» برئاسة ياسين سعيد نعمان، كأسم جديد ل«نادي الاتحاد المُحمدي».

## بطولات النادي
- - قبل الاستقلال:

  1. أحرز نادي المحمدي كاس أول بطولة رسمية باسم روزاريو عام 1934 م
  2. أحرز نادي المحمدي كاس أول بطولة رسمية باسم رايلي عام 1934 م
  3. أحرز نادي المحمدي كاس رايلي البطولة السادسة عام 1949 م
  4. أحرز نادي الاتحاد المحمدي كاس رايلي البطولة السابعة عام 1950 م في مباراة معادة بعد أن انتهت المبارة الأولى بالتعادل الصفري
  5. أحرز نادي الاتحاد المحمدي كاس باسم باصفة النار الصومالية عام 1950 م.
  6. أحرز نادي الاتحاد المحمدي كاس ارامكو عام 1952 م.
  7. أحرز نادي الاتحاد المحمدي كاس 14أكتوبر عام 1969 م.
  8. أحرز نادي الاتحاد المحمدي بطولة كيك منشرجي عام 1955 م.
  9. أحرز نادي الاتحاد المحمدي كاس الجمعية عام 1957 م.
  10. أحرز نادي الاتحاد المحمدي العديد من البطولات في عام 1968 م.

  - بعد الاستقلال:

  1. أحرز نادي الاتحاد المحمدي كاس ثورة 14أكتوبر عام 1969 م.
  2. أحرز نادي الاتحاد المحمدي كاس الثورة عام 1970 م.
  3. أحرز نادي الاتحاد المحمدي بطولة الدوري موسم 1970 م-1971 م.
  4. أحرز نادي الاتحاد المحمدي كاس المؤتمر عام 1975 م.